# Alkimede
Alkimede (altgriechisch Ἀλκιμέδη Alkimḗdē), Tochter des Phylakos und der Klymene, ist eine Gestalt der griechischen Mythologie.
Sie war die Schwester des Iphiklos. Von ihrem Gemahl Aison wurde Alkimede Mutter des Iason. In dieser Rolle ist sie auch unter dem Namen Polymede bekannt.
In einer abweichenden Überlieferung ist Alkimede ein anderer Name für Hippodameia, die Gemahlin des Amyntor und Mutter des Phoinix. Hier gibt es allerdings eine weitere Überschneidung mit Kleobule.